# Rudno (potok)
Rudno – potok płynący przez obszar województwa małopolskiego będący lewobrzeżnym dopływem Wisły. Płynie przez jurajskie wapienie Garbu Tenczyńskiego na dwóch obszarach Natura 2000 (PLH120058) (PLH120077).
Początek potoku ma miejsce na południowym stoku wzgórza Siwa w południowej części wsi Rudno w Satniówce, przy granicy z Grojcem. Płynąc na południe, przepływa pod autostradą A4, tworząc granicę pomiędzy miejscowościami Grojec i Zalas, zarazem tworząc granicę powiatów chrzanowskiego i krakowskiego. W okresie wojny światowej była to granica III Rzeszy i Generalnego Gubernatorstwa. Potok płynie przez rezerwat przyrody Dolina Potoku Rudno w kompleksie leśnym Orley w Rudniańskim Parku Krajobrazowym. Osobliwością są stanowiska skrzypu olbrzymiego. Potok miejscami wyciął w stokach stromy jar o urwistych ścianach skalnych. Od strony wschodniej wpływa niewielki potok płynący z Doliny Wrzosy. Pomiędzy miejscowościami Przeginia Duchowna (Murowana), Brodła i Rybna przepływa pod DW nr 780, tam też wpływają do niego potoki Rybnianka (Potok Rybna) i Brodła. Płynie przez wieś Przeginia Narodowa, i w czernichowskim przysiółku Kępa wpływa lewobrzeżnie do Wisły.

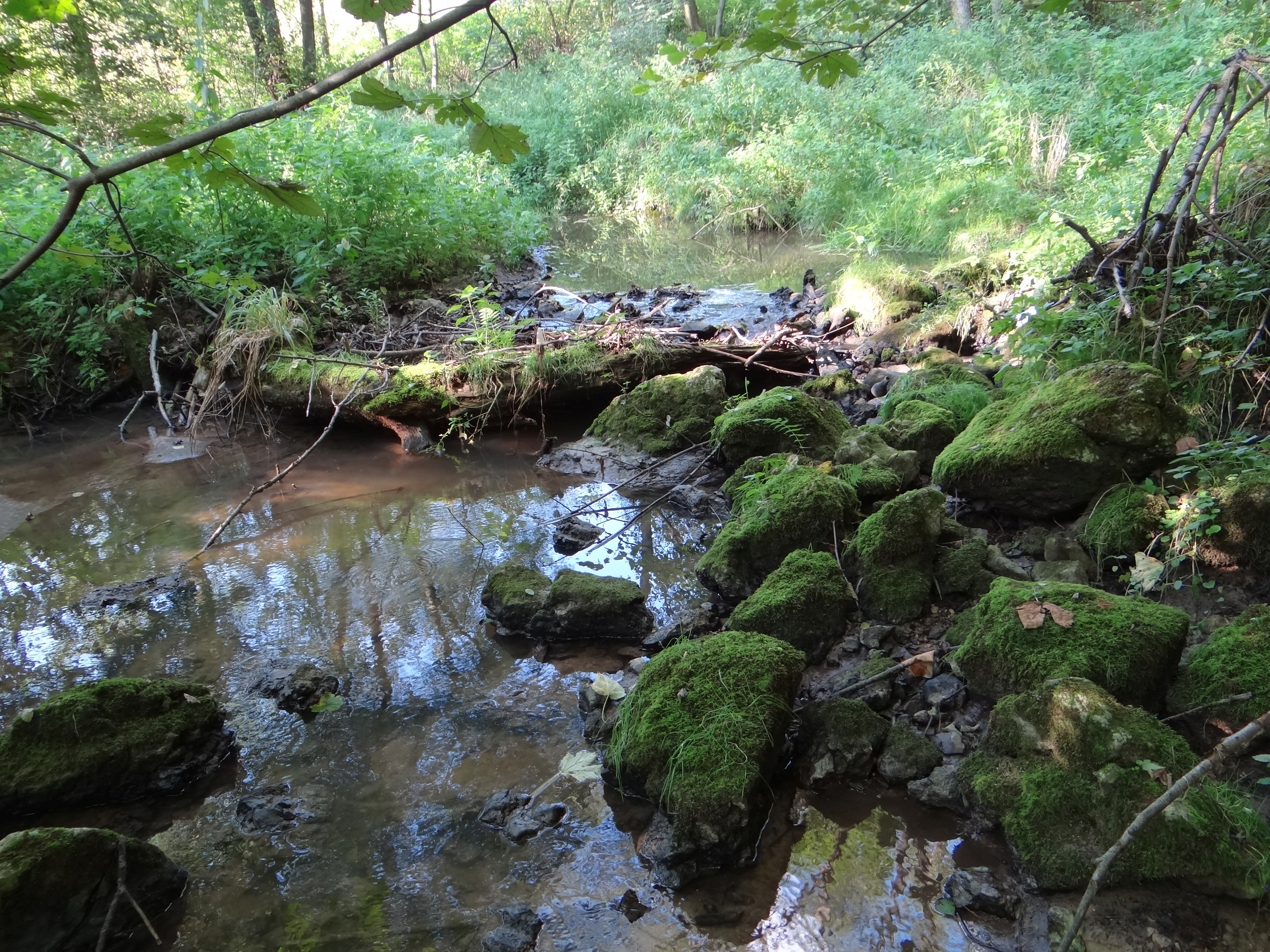
Potok Rudno w Rybnej